# Evrovidenie 1996
La terza edizione di Evrovidenie (in russo Евровидение?; lett. "Eurovisione"), noto anche come Pesnja dlja Evropy (in russo Песня для Европы?; lett. "Canzone per l'Europa"), è stata organizzata dal canale televisivo russo RTR e ha selezionato il rappresentante nazionale all'Eurovision Song Contest 1996 ad Oslo, in Norvegia.
Il vincitore è stato Andrej Kosinskij con Ja ėto ja.

## Organizzazione
Dopo aver confermato la partecipazione all'Eurovision Song Contest 1996, l'emittente russa Rossija Televidenie i Radio (RTR) ha confermato nuovamente l'utilizzo di una selezione nazionale, denominata Evrovidenie: Pesnja dlja Evropy, per determinare la scelta del rappresentante nazionale.
L'evento si è tenuto in un'unica serata presso i Šabolovka Studios di Mosca il 2 marzo 1996, ove una giuria di esperti avrebbe ha selezionato il vincitore.

### Giuria
La giuria, composta da otto professionisti e otto rappresentanti del pubblico, è stata composta da:
Profesionnisti
- Tat'jana Nikolaeva, capo dell'intrattenimento per RTR
- Galina Golubova, caporedattore di Turne
- Roman Prygunov, regista di videoclip
- Irina Otieva, cantante
- Jurij Jagudin, arrangiatore e fonico
- Tat'jana Čeredničenko, musicologa
- Pavel Ovsjannikov, paroliere
- Alla Pugačëva, cantante ed attrice
- Aleksej Rybnikov, paroliere.

Pubblico
- Galina Mašarova, studente della facoltà di giurisprudenza
- Michail Sevastopol'skij, interprete
- Inga Voronovskaja, specialista della Camera di commercio di Mosca
- Igor Stepanov, direttore di un'agenzia immobiliare
- Nadežda Kobryženkova, casalinga
- Petr Gorovoj, ufficiale
- Natal'ja Samojlova, pensionata
- Gennadij Videnko, costruttore.

## Partecipanti e risultati
RTR ha aperto la possibilità di inviare proposte per la competizione dal 28 febbraio 1995 fino al successivo 1º marzo, con la condizione che gli artisti partecipanti fossero cittadini russi. Delle canzoni ricevute, una giuria ha quindi selezionato i 14 finalisti per la finale televisiva.
La finale si è tenuta presso i Šabolovka Studios di Mosca ed è stata presentata da Youddiph, rappresentante dello stato all'Eurovision Song Contest 1994. L'ordine d'uscita è stato reso noto il 1º marzo 1996.
Durante la serata si sono esibiti come ospiti Gilles Apap, Tamara Gverdts'iteli e gli Akademija. Filipp Kirkorov, rappresentante dello stato all'Eurovision Song Contest 1995, ha presentato durante la serata il suo nuovo videoclip Zajka.
Andrej Kosinskij è stato proclamato vincitore della selezione, avendo ricevuto il maggior numero di consensi da parte della giuria degli esperti.
| #  | Artista                        | Titolo                | Posizione |
| -- | ------------------------------ | --------------------- | --------- |
| 1  | Vladimir Trušin                | Drugaja               | 11        |
| 2  | Tat'jana Anisemova             | Voennaja kolybel'naja | 8         |
| 3  | Felix                          | Serebrjannyj veter    | 13        |
| 4  | Žanna Dobrovol'skaja           | Veruju v ljubov'      | 5         |
| 5  | Sergej Rogozin & Terem Kvartet | Igraj sud'ba          | 6         |
| 6  | Vokal Band                     | Muzyka pljus          | 7         |
| 7  | Ol'ha Dzusova                  | Želtye babočki        | 10        |
| 8  | Inna Želannaja                 | Letaj                 | 9         |
| 9  | Timur Gorskij                  | Nekrasivaja           | 12        |
| 10 | Nogu Svelo!                    | Moskovskij romans     | 3         |
| 11 | Liza Mjalik                    | Zemlja moja           | 4         |
| 12 | Elena Kuz'mina                 | Veterki               | 2         |
| 13 | Andrej Kosinskij               | Ja ėto ja             | 1         |
| 14 | Viktorija Vita                 | Belye gory            | 14        |

## Controversie
La canzone Nekrasivaja è stata accusata di plagio dell'omonima canzone del 1967, composta da Sergej Popov. Inizialmente Popov, per ragioni sconosciute, non aveva intenzione di citare in giudizio Timur Gorsky, che aveva eseguito la canzone alla finale nazionale, e Leonid Veličkovskij, che era stato dichiarato autore della musica.
Tuttavia, Popov decise alla fine di citare in giudizio sia Gorsky che Veličkovskij, ma alla fine perse il processo, nonostante il tribunale avesse riconosciuto Popov come legittimo autore della canzone. Il motivo della sconfitta è stato dovuto al fatto che "non è stato possibile identificare chi ha messo Gorsky e Velichkovsky come autori dell'opera".

## All'Eurovision Song Contest
A differenza delle edizioni precedenti, il regolamento dell'Eurovision Song Contest prevedeva che la lista dei 23 Paesi partecipanti al concorso sarebbe stata composta dal Paese vincitore dell'anno precedente nonché la nazione ospitante, la Norvegia, e dai ventidue Paesi che avevano ottenuto il maggior numero di punti attraverso un round di qualificazione.
Nel turno di qualificazione, le giurie nazionali di tutti i paesi in gara, compresa la Norvegia, qualificata direttamente in finale in quanto paese ospitante, hanno ascoltato le canzoni presentate su audiocassetta; le giurie hanno dovuto ascoltare tutte le canzoni tre volte prima di votare. Ciascuno degli otto membri della giuria di ciascun Paese ha assegnato alla propria canzone preferita dodici punti, alla seconda preferita dieci punti, alla terza preferita otto punti, mentre i punti successivi sono stati assegnati consecutivamente fino alla decima canzone preferita di ciascun giurato, che ha ottenuto un punto.
Il 22 marzo 1996, è stato annunciato che la Russia si è classificata al 26º posto con 14 punti nel girone di qualificazione, non venendo quindi ammessa alla finale del concorso.

### Voto

#### Punti assegnati alla Russia
| 12                       | 10        | 8 | 7 | 6 |
| ------------------------ | --------- | - | - | - |
|                          |           |   |   |   |
| 5                        | 4         | 3 | 2 | 1 |
| - Regno Unito - Svizzera | - Estonia |   |   |   |

#### Punti assegnati dalla Russia
| Punti | Stato    |
| ----- | -------- |
| 12    | Estonia  |
| 10    | Polonia  |
| 8     | Islanda  |
| 7     | Irlanda  |
| 6     | Svezia   |
| 5     | Grecia   |
| 4     | Cipro    |
| 3     | Malta    |
| 2     | Slovenia |
| 1     | Croazia  |